# Biggles v boji s bílou smrtí
Biggles v boji s bílou smrtí (v originále: Biggles combined operation) je dobrodružná kniha od autora W. E. Johnse z roku 1959. V Česku jí vydalo nakladatelství Riopress Praha v roce 2000 jako svou 174. publikaci.

## Děj
James Bigglesworth se se svým přítelem Marcelem Brissacem vracel v noci z konference v Paříži, když je na ulici zastavil mladší muž jménem Eddie Ross. Ten se mu ani nemusel představovat, neboť o něm už četl v novinách, když hrdě vyhlašoval svůj boj proti mafiánským gangům, které vyrábějí speciální drogy ukryté ve sladkostech, čímž vytvářeli velký vliv na zvyšování závislosti převážně u nezletilých. Požádal Bigglese o pomoc v tomto případu a ten mu ji poskytl ihned, neboť si všiml jednoho muže, který je sledoval. 
Biggles proto zavedl Eddieho do hotelu, kde bydlel, a díky Marcelovi zjistil, že je sleduje Georges Macula. Ten měl údajně pracovat pro dalšího zločince jménem Del Grikko. Biggles si všiml, jak se Macula před hotelem baví s jedním mužem, a požádal proto Gingera, aby tu osobu sledoval. Ginger se díky tomu dostal až do klubu Rozesmátý kůň, kde ale byl později zajat. Starostlivý Biggles se dokázal s Eddiem nepozorovaně dostat přes Maculu až do klubu. Zde se díky jednomu drogově závislému muži dověděl, že drogy do podniku dováží jistý Alfondez, který byl zrovna v tu dobu v klubu. Nařídil proto Eddiemu, aby ho sledoval, a sám se vydal zachránit Gingera, což se mu nakonec díky včasnému Marcelovu zásahu podařilo. 
Ginger zjistil, že Del Grikko má ve městě konkurenci v podobě bohatého muže Maxe Bronnitze, a proto Gingera zajal, neboť se obával, že Ginger pro něho pracuje. Max byl ale ještě té noci zavražděn a Biggles nepochyboval o tom, že vrahem je Alfondez. Následující den se jim ozval Eddie, který pronásledoval Alfondeze až do Marseille, kde nastoupil na loď jménem Saphos a odplul. Biggles se vydal se svým letadlem s Eddiem, Bertiem a Gingerem loď sledovat a Bertieho později napadlo, že se jako "trosečník" nechá Saphosem zachránit, aby o něm zjistil více informací. Biggles (ač nerad) plán schválil, a Bertie díky tomu na palubě lodi nalezl surové opium, což byl důležitý důkaz. Bohužel vzbudil u posádky Saphosu velké podezření a po přistání na jednom ostrově mezi Řeckem a Tureckem ho odvedla až k hlavnímu šéfovi celého drogového podniku, jímž byl chlap jménem Nicolinos. Ten díky svým informacím brzy zjistil, že Bertie je policista, a začal ho vyslýchat. Bertie mu však kromě toho, že Alfondez zavraždil jeho hlavního spojence Bronnitze, neřekl nic. Nicolinos ho nechal zavřít do vězení. 
Mezitím na ostrově přistál Biggles a vydal se společně s Gingerem a Eddiem ho najít. Cestou narazili na utíkajícího a zraněného Alfondeze, o jehož zradě se už vědělo, a Biggles mu poručil, aby mu pomohl najít Bertieho. Alfondez je odvedl až k Nicolinosově domu a sám jim poté v nestřežené chvíli utekl a informoval svého bratra Aliho, který jako jediný z Nicolinosovy bandy ho nechtěl zabít. 
Alfondez byl ale spatřen svými pronásledovateli a musel se znova dát na útěk. Biggles toho využil, vloupal se potají do domu a Bertieho osvobodil. Cestu ven jim ale zablokovala vracející se Nicolinosova parta a museli se proto ukrýt v jedné místnosti, kde se vyráběly ony sladkosti. Díky hořlavému alkoholu se jim podařilo místnost zapálit a krátce po vzplanutí vnikla do místnosti Nicolinosova banda a začala přestřelka. Biggles s přáteli využil výhodu velkého kouře a podařilo se jim uniknout. 
Při cestě ven si všimli, že Nicolinose zákeřně zavraždil Ali, který se chopil příležitosti pomstít Alfondezovu smrt. Po opuštění budovy se rychle vydali do přístavu, kde za pomoci benzínu zapálili Saphos ještě s jednou větší lodí a na ukradeném člunu se vydali zpět k letadlu, který hlídal Marcel. Na poslední chvíli stačili odletět z ostrova, kde se krátce po jejich odletu rozpoutala bouře. Cestou zpět narazili na anglickou letadlovou loď jménem Ark Royal, která jim doplnila zásobu paliva, aby mohli doletět na Korsiku a odtud poté do Francie. Zde se Marcel vydal zatknout Del Grikkovu bandu a Biggles se s Gingrem a Bertiem vrátil do Scotland Yardu.

## Hlavní postavy
- James "Biggles" Bigglesworth
- Ginger Hebblethwaite
- Betram "Bertie" Lissie
- Marcel Brissac
- Eddie Ross
- Alfondez
- plukovník Nicolinos
- Ali
- Del Grikko
- Georges Macula
- Louis a Lucien (Grikkovi strážní)
- Max Bronnitz
- Noel Burton (drogově závislý muž)
- Stavroelos (kapitán Saphosu)
- generál Raymond

## Letadla
- Supermarine Sea Otter